# Sanaa Lathan
Sanaa Lathan, de son nom complet Sanaa McCoy Lathan, née le 19 septembre 1971 à New York, dans l'État de New York, aux États-Unis, est une actrice et productrice américaine.
Au cinéma, elle se fait remarquer grâce aux longs métrages Le Mariage de l'année (1999) et Love and Basketball (2000) et a joué, depuis, dans de nombreux films à succès comme Alien vs. Predator (2004), Contagion (2011), Le Mariage de l'année, 10 ans après (2013), Un homme parfait (2015), Insaisissables 2 (2016) ou encore Une femme de tête (2018).
À la télévision, elle incarne un personnage récurrent dans la quatrième saison de la série Nip/Tuck (2006), elle occupe le rôle principal de la mini-série Shots Fired (2017) et intègre la série The Affair (2018-2019).
Au cours de sa carrière, son travail est récompensé lors de cérémonies de remises de prix comme les BET Awards, les NAACP Image Awards et les Black Reel Awards. Sa prestation dans la pièce de Broadway A Raisin in the Sun lui vaut le Theatre World Awards et une citation pour le Tony Awards.

## Biographie

### Enfance et formation
Sanaa McCoy Lathan est la fille du réalisateur et producteur Stan Lathan et de l'actrice et danseuse de Broadway Eleanor McCoy. Elle est la seconde de cinq enfants (un frère aîné et trois jeunes sœurs). Elle a été exposée au monde du divertissement et des célébrités, depuis son enfance, ce qui a eu un impact profond sur sa vie. Durant sa jeunesse, elle pratique l'athlétisme, la gymnastique, la danse et est passionnée par les arts .
Après le divorce de ses parents, alors qu'elle était encore enfant, elle partage son temps entre New York où demeure sa mère et Beverly Hills où son père s'est installé.
Pendant ses études d'anglais à l'université de Californie à Berkeley près de San Francisco, elle suit des cours de théâtre. À la suite de l'obtention de son diplôme d'anglais et encouragée par son père, elle s'inscrit à l'université de Yale et obtient une maîtrise de théâtre.

### Débuts de carrière
À la suite de sa formation et après avoir joué dans un certain nombre de pièces de Shakespeare, Sanaa gagne en popularité en se produisant dans des spectacles destinés à être présentés sur la scène de Broadway. Toujours soutenue par ses parents, elle décide de s'installer à Los Angeles pour entamer sa carrière d'actrice.
Elle décroche très rapidement des rôles à la télévision dans les séries : In the house, La vie de famille et l'un des shows afro-américain les plus populaires de l'époque : Moesha.
Toujours pour la télévision, elle joue en 1998 dans un épisode de la série New York Police Blues, avant de décrocher son premier grand rôle au cinéma dans Blade de Stephen Norrington avec Wesley Snipes. Cette première incursion au cinéma est synonyme de succès et l'actrice apparaît, l'année d'après, dans la comédie romantique Le mariage de l'année. Aux côtés des acteurs Taye Diggs et Nia Long, elle signe un nouveau succès, là encore le film est plébiscité par le public et la critique spécialisée. L'actrice est nommée pour la première fois lors des NAACP Image Awards.
Elle renouvellera ce temps engouement,, 14 ans plus tard, dans la suite Le mariage de l'année, 10 ans après, toujours sous la direction de Malcolm Lee.

### Révélation commerciale et critique

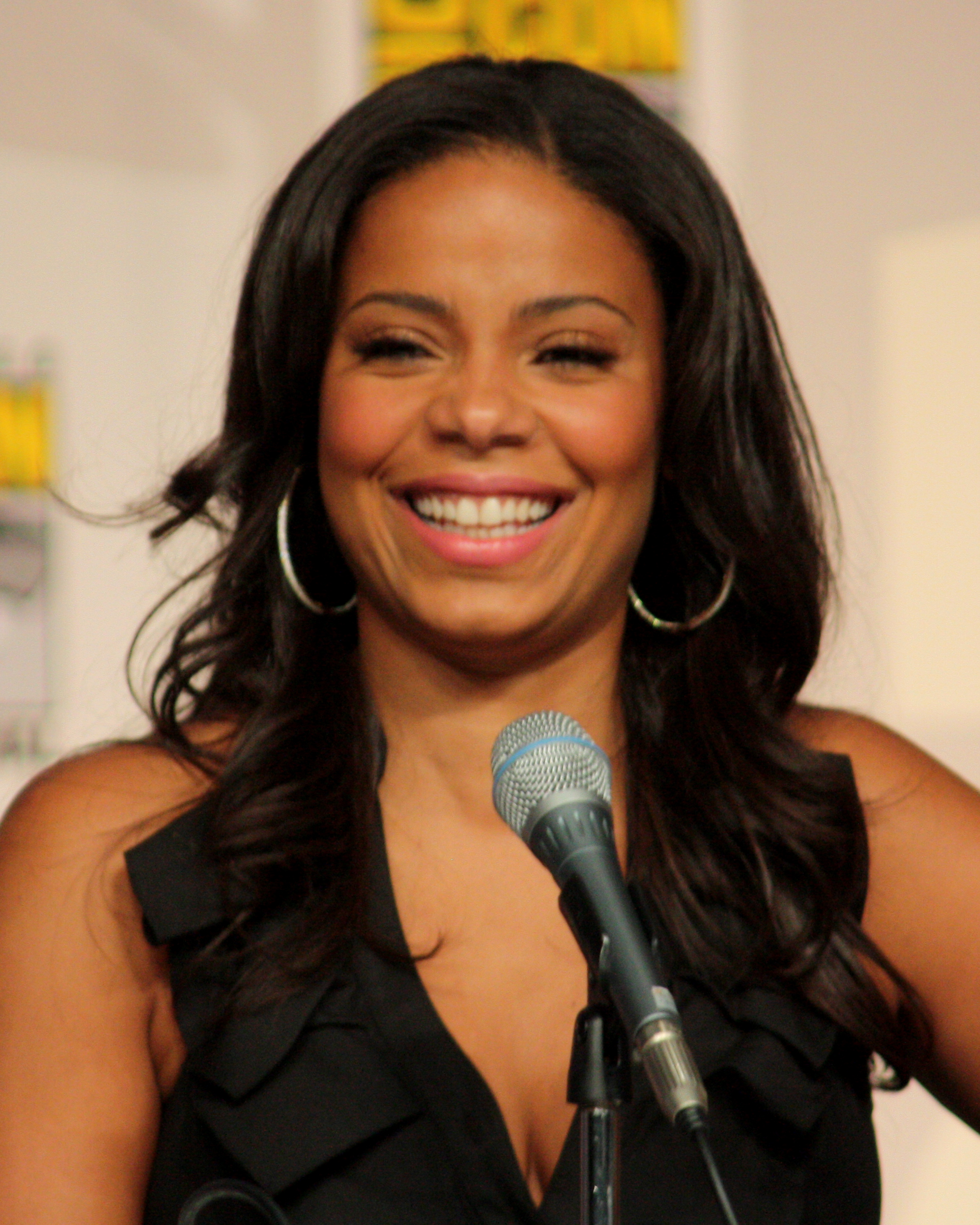
Sanaa Lathan au Comic Con de San Diego en 2009.

Après quelques seconds rôles et apparitions, notamment une participation à la série télévisée LateLine (inédite en France), elle tourne en 2000, le film Love and basketball, aux côtés de l'acteur Omar Epps. Le film est un succès critique, le duo d'acteurs est salué et Sanna remporte le titre de la meilleure actrice aux cérémonies des BET Awards, des Black Reel Awards et aux NAACP Image Awards. La même année, elle intègre la pièce de théâtre Les Monologues du vagin avec les actrices Teri Garr et Julianna Margulies.
En 2001, elle est dans la distribution du téléfilm Disappearing Acts, tiré d'un roman de Terry McMillan. Diffusée sur le réseau HBO, sa prestation lui permet de décrocher l'Essence Award de la meilleure actrice.
En 2002, Lathan intègre la distribution de la comédie romantique Brown Sugar aux côtés de Queen Latifah et elle retrouve Taye Diggs. Le film et l'actrice sont tous deux nommés lors de la cérémonie des NAACP. En 2003, elle renouvelle son succès aux côtés de Denzel Washington, dans le thriller de Carl Franklin, Out of time et sa prestation est à nouveau saluée par les professionnels.
En 2004, elle incarne l'héroïne du blockbuster Alien vs. Predator de Paul W. S. Anderson, ce qui lui permet d'accéder à une notoriété plus importante grâce au succès commercial rencontré au box office. Cette même année, elle retourne sur les planches de Broadway et joue dans la pièce A Raisin in the Sun avec le rappeur Sean Combs et l'actrice et chanteuse Audra McDonald. Sanaa reçoit une nomination pour le Tony Awards (l'équivalent des Oscars pour le théâtre) de la meilleure performance pour son rôle de Beneatha. Un personnage qu'elle retrouvera, en 2008, pour les besoins d'un téléfilm de la chaîne ABC, acclamé également par la critique.
En 2006, elle obtient un rôle majeur dans la quatrième saison de la série récompensée aux Emmy Award et aux Golden Globe Award, Nip/Tuck. Face à Julian McMahon et Dylan Walsh, elle incarne Michelle Landau, petite amie de Christian, impliquée malgré elle dans un trafic d'organes. Prestation à nouveau saluée par la critique et les professionnels, elle obtient une énième nomination aux NAACP pour le titre de meilleure actrice dans une série. La saison 4 réunit une moyenne de 3.9 millions de téléspectateurs avec une excellente audience pour le premier épisode s’élevant à 4.8 millions. 
Elle enchaîne avec la comédie romantique Something New avec Simon Baker. Première déconvenue pour l'actrice car malgré de bonnes critiques, le film ne rencontre pas le succès escompté. Puis, durant l'année 2008 elle joue dans le film de Tyler Perry, The Family That Preys qui traite d'un amour interracial avec Kathy Bates et Alfre Woodard.
En 2009, elle est à l'affiche de deux longs métrages dramatiques : Points de rupture avec Jessica Biel et Forest Whitaker ainsi que Wonderful World porté par Matthew Broderick qu'elle seconde en tant que premier rôle féminin.
De 2009 à 2013, l'actrice double le personnage de Donna Tubbs dans la série télévisée d'animation The Cleveland Show, il s'agit d'un spin off de la série Les Griffin, dans lequel Sanaa prête également sa voix.

### Confirmation, alternance cinéma et télévision

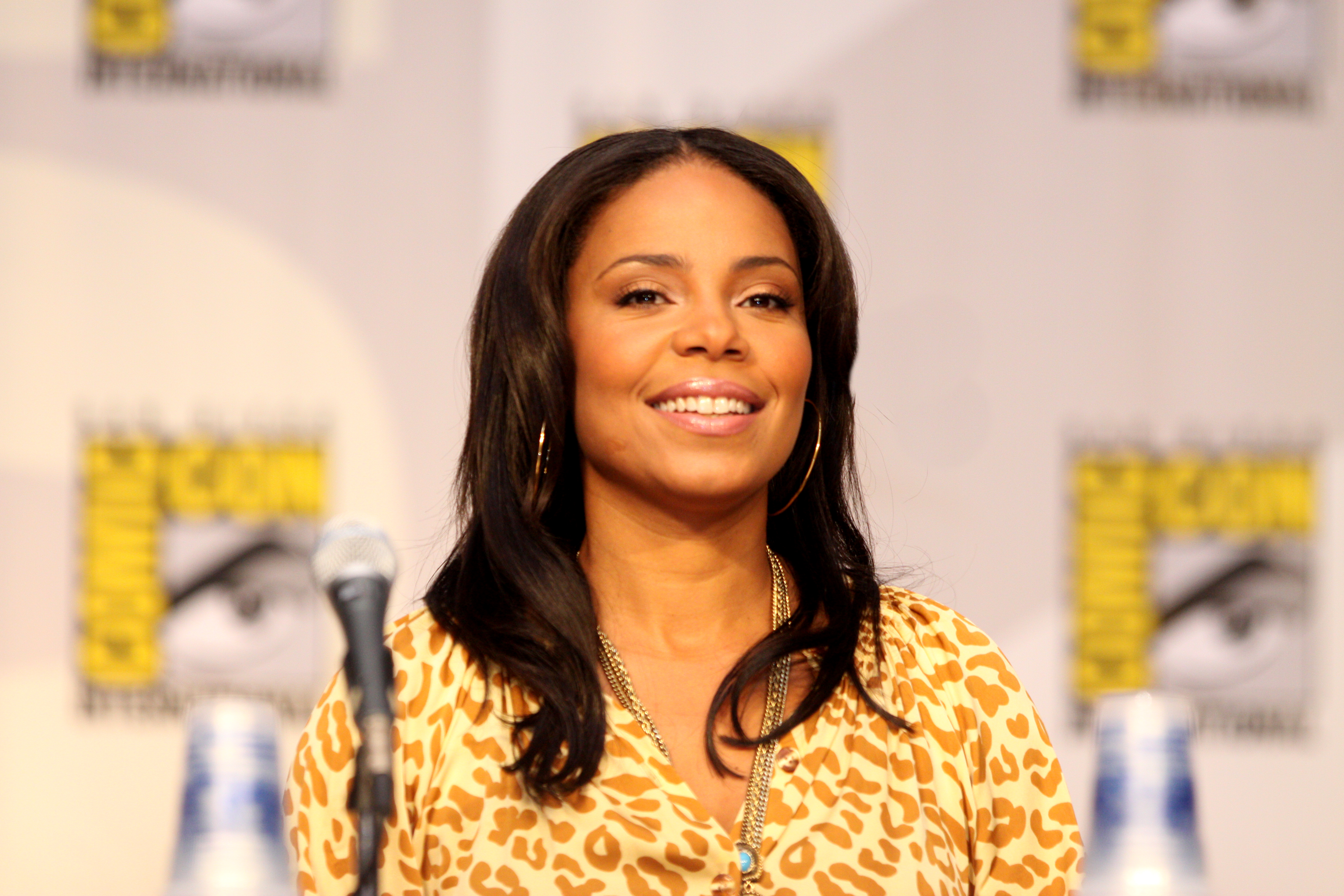
Sanaa Lathan au Comic Con de San Diego, en 2010.

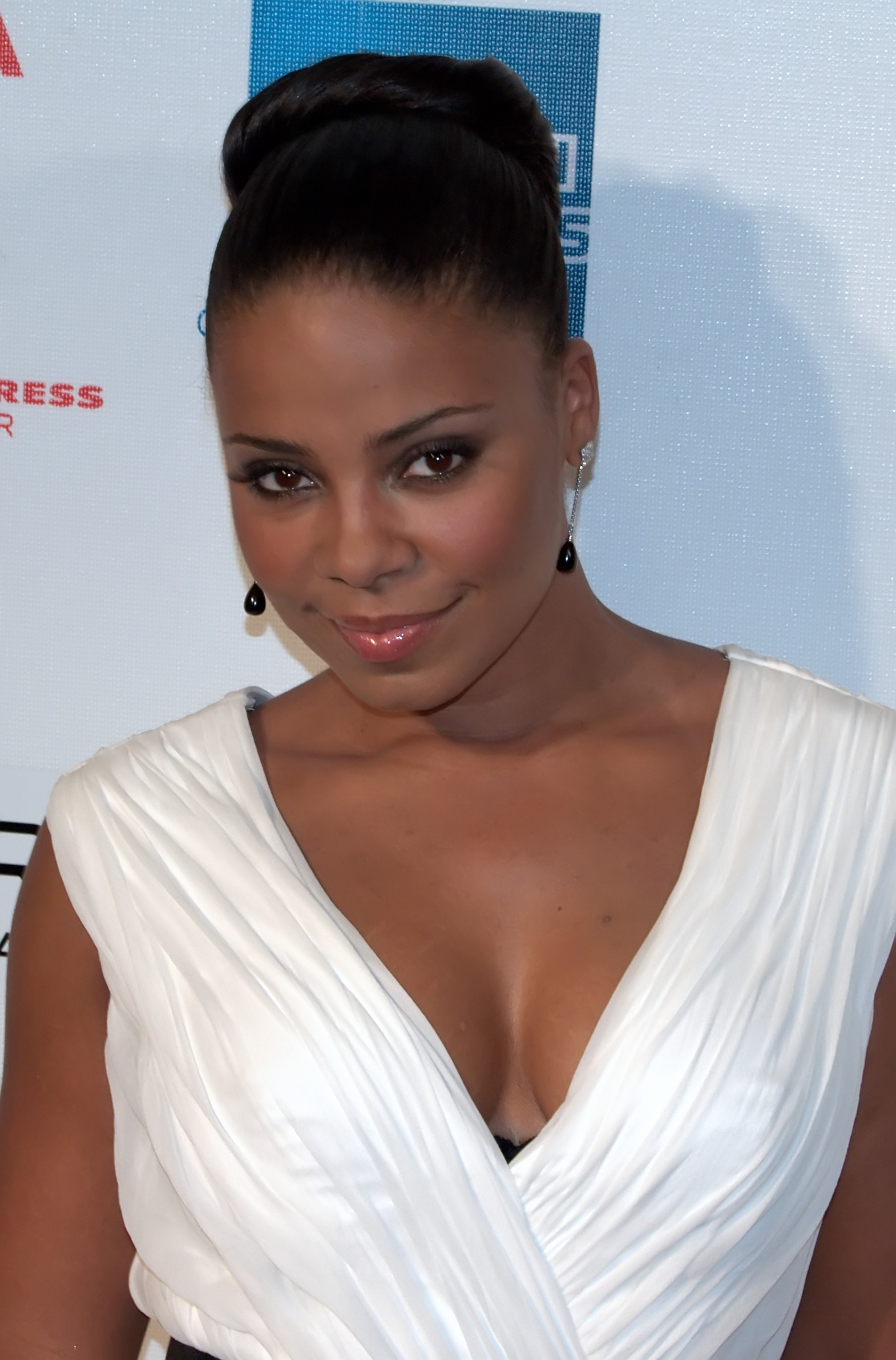
Sanaa Lathan, au Tribeca Film Festival pour l'avant première du film Wonderful World, en 2009.

En 2011, elle rejoint la distribution du téléfilm comique Tilda aux côtés des acteurs et actrices Elliot Page et Diane Keaton. À la fin de l'année, Sanaa Lathan est à l'affiche de Contagion, un film de Steven Soderbergh qui regroupe une pléiade d'acteurs prestigieux tels que Laurence Fishburne, Kate Winslet, Jude Law, Gwyneth Paltrow et Marion Cotillard. Le film signe un excellent démarrage au box office et termine sa course avec plus de 135 millions de dollars de recette dans le monde. La même année, Sanaa fait son retour sur le petit écran en rejoignant la seconde et dernière saison de la série dramatique Boss.
En 2014, aux côtés de l'acteur oscarisé Forest Whitaker pour les besoins du thriller psychologique Repentance. Elle joue les guest dans la série télévisée crée et interprétée par le comédien Kevin Hart, Real Husdbands of Hollywood.
En 2015, elle partage la vedette du thriller sulfureux L'homme parfait aux côtés de Michael Ealy. Pour son rôle de femme harcelée et menacée, elle décroche le NAACP Award de la meilleure actrice. C'est la huitième fois que l'actrice se retrouve nommée à cette cérémonie, qui récompense le cinéma, la télévision, la musique et la littérature de la communauté afro-américaine, et la deuxième fois qu'elle en ressort lauréate.
En 2016, pour la maison de production Lionsgate, l'actrice s'envole à Londres pour Insaisissables 2. Ce deuxième volet doté d'un budget de 90 millions de dollars est un énorme carton et rapportera près de 330 millions de dollars au box office mondial, renouvelant ainsi le succès du premier film au box-office.
Pour 2017, elle devient héroïne de la mini série pour la Fox Shots Fired. Avec Helen Hunt, Richard Dreyfuss et Stephen Moyer. Diffusée juste avant le show à succès Empire, l'intrigue se concentre sur une experte enquêtrice face aux conséquences d'une fusillade d'origine raciale dans une petite ville de la Caroline du nord. Une incursion télévisuelle en tant que tête d'affiche couronnée de succès puisque son interprétation est saluée par la critique, l'actrice remporte le Black Reel Awards 2017 de la meilleure actrice dans un téléfilm ou une mini série et elle est également citée pour les NAACP Image Awards 2018. Côté cinéma, elle rejoint la distribution du thriller d'action American Assassin, avec entre autres, Dylan O'Brien, popularisé par la saga Le Labyrinthe ainsi que Michael Keaton et Taylor Kitsch.
En août 2017, l'actrice est choisie pour incarner le rôle principal du film Une femme de tête, pour la plateforme Netflix. Cette production, qui est une adaptation du best-seller du même nom, dirigée par Haifaa al-Mansour, acclamée pour son film Wadjda, sort en 2018. La même année, à la télévision, elle rejoint la distribution de la série The Affair du réseau Showtime, à partir de la saison quatre,,.
En 2019, elle est en lice pour deux NAACP Image Awards lors de la 50e cérémonie, à la fois pour son travail à la télévision et au cinéma. En effet, elle prétend au titre de meilleure actrice pour Une femme de tête, et celui de la meilleure actrice dans un second rôle dans une série télévisée dramatique, pour The Affair.
La même année, elle est l'une des stars du reboot télévisuel de la série de science-fiction plébiscitée, La Quatrième Dimension. Cette nouvelle version de Jordan Peele, le réalisateur révélé par Get Out, est diffusée par CBS All Access. Puis, il est annoncé qu'elle rejoint la distribution vocale de la série d'animation Harley Quinn, dans le rôle de Catwoman, aux côtés de Kaley Cuoco,. Au cinéma, elle joue dans le drame afro-américain, salué par les critiques, Native Son de Rashid Johnson, aux côtés de Margaret Qualley, Nick Robinson et KiKi Layne.
En février 2020, elle rejoint le casting d'une série thriller distribuée par Netflix, Hit and Run, jouant le premier rôle féminin aux côtés de Lior Raz, et Gregg Henry.

## Filmographie

### Cinéma
- 1998 : Drive de Steve Wang : Carolyn Brody
- 1998 : Blade de Stephen Norrington : Vanessa Brooks
- 1999 : Le Mariage de l'année (The Best Man) de Malcolm D. Lee : Robin
- 1999 : The Wood de Rick Famuyiwa : Alicia
- 1999 : Perpète (Life) de Ted Demme : Daisy
- 1999 : Cérémonie de la majorité (Catfish in Black Bean Sauce) de Chi Muoi Lo : Nina
- 2000 : Love and Basketball de Gina Prince-Bythewood : Monica Wright
- 2003 : Brown Sugar de Rick Famuyiwa : Sidney Shaw
- 2004 : Out of Time de Carl Franklin : Ann Merai Harrison
- 2004 : Alien vs. Predator de Paul W. S. Anderson : Alexa Woods
- 2005 : The Golden Blaze de Bryon E. Carson : Monica (voix)
- 2006 : Un goût de nouveauté (Something New) de Sanaa Hamri : Kenya Denise McQueen
- 2008 : The Family That Preys de Tyler Perry : Andrea
- 2009 : Powder Blue de Timothy Linh Bui : Diana
- 2009 : Wonderful World (en) de Joshua Goldin : Khadi
- 2011 : Contagion de Steven Soderbergh : Aubrey Cheever
- 2013 : Le Mariage de l'année, 10 ans après (The Best Man Holiday) de Malcolm D. Lee : Robin Stewart
- 2014 : Repentance de Philippe Caland : Maggie Carter
- 2015 : L'Homme parfait (The Perfect Man) de David M. Rosenthal : Leah Vaughn (productrice exécutive)
- 2016 : Insaisissables 2 (Now You See Me: The Second Act) de Jon M. Chu : Natalie Austin
- 2016 : Approaching the Unknown de Mark Elijah Rosenberg : Capitaine Emily Maddox
- 2017 : American Assassin de Michael Cuesta : Irene Kennedy
- 2018 : Une femme de tête (Nappily Ever After) de Haifaa al-Mansour : Violet Jones (productrice)
- 2019 : Native Son de Rashid Johnson : Trudy Thomas

### Télévision

#### Téléfilms
- 2001 : Disappearing Acts de Gina Prince-Bythewood : Zora Banks
- 2008 : Un raisin au soleil (en) (A Raisin in the Sun) de Kenny Leon (en) : Beneatha Younger
- 2011 : Tilda de Bill Condon : Sasha Litt

#### Séries télévisées
- 1996 : In the House : Charese (1 épisode)
- 1996 : Moesha : Ebony (2 épisodes)
- 1997 : La Vie de famille (Family Matters) : Allison (1 épisode)
- 1998 : NYPD Blue : Shirley Barish (1 épisode)
- 1998-1999 : LateLine : Briana Gilliam (rôle principal - 2 saisons, 17 épisodes)
- 2006 : Nip/Tuck : Michelle Landau (rôle récurrent - saison 4, 12 épisodes)
- 2009-2013 : The Cleveland Show : Donna Tubbs (voix, 89 épisodes)
- 2011 : Boss : Mona Fredricks (rôle récurrent - saison 2, 10 épisodes)
- 2014 : Real Husbands of Hollywood : elle-même (1 épisode)
- 2010-2020 : Les Griffin (Family Guy) : Donna Tubbs (voix, 20 épisodes)
- 2017 : Shots Fired : Ashe Akino (rôle principal - saison 1, 10 épisodes)
- 2018-2019 : The Affair, saisons 4 et 5 : Janelle Wilson
- 2019 : The Twilight Zone: la Quatrième Dimension (The Twilight Zone) : Nina Harrison (saison 1, épisode 3)
- 2020 : Harley Quinn : Selina Kyle / Catwoman (voix)
- 2021 : Solos; épisode Sasha : Nia (voix)
- 2021 : Hit & Run : Naomi Hicks
- 2021 : Succession, saison 3 : Lisa Arthur

## Distinctions
Sauf indication contraire ou complémentaire, les informations mentionnées dans cette section proviennent de la base de données IMDb.

### Récompenses
- Acapulco Black Film Festival 2001 : meilleur espoir pour Love & Basketball
- BET Awards 2001 : meilleure actrice pour Love & Basketball
- Black Reel Awards 2001 : meilleure actrice pour Love & Basketball
- Essence Awards 2001 : meilleure actrice dans un téléfilm pour Disappearing ActsSanaa Lathan au Comic Con de San Diego, en 2011.

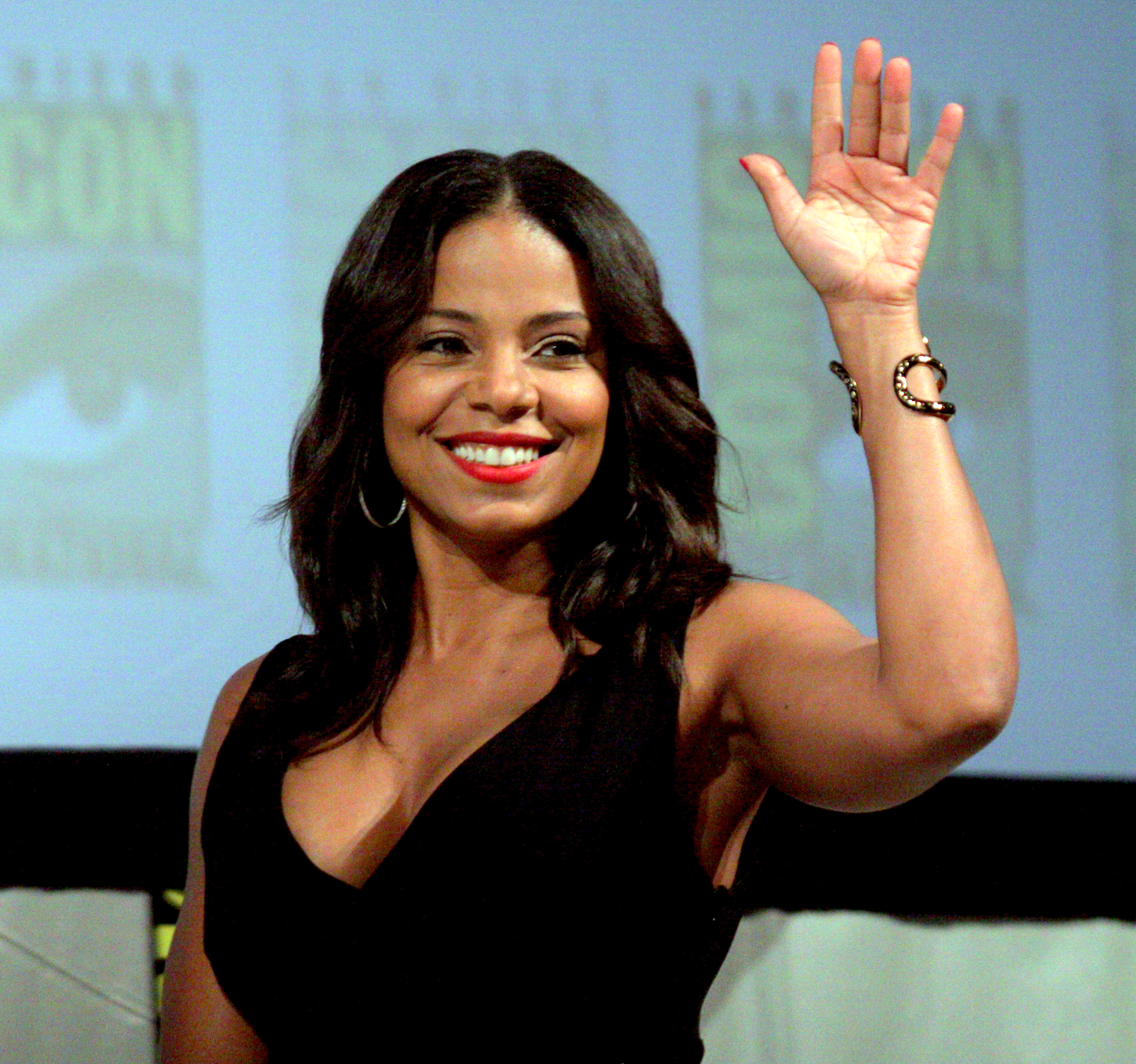
Sanaa Lathan au Comic Con de San Diego, en 2011.

- NAACP Image Awards 2001 : meilleure actrice pour Love & Basketball
- American Black Film Festival 2004 : meilleure interprétation féminine pour Out of Time
- Black Reel Awards 2004 : meilleure actrice pour Out of Time
- Theatre World Award 2004 : meilleure actrice pour A Raisin in the Sun

- Women Film Critics Circle Awards 2006 : meilleure actrice pour Un goût de nouveauté
- Lucille Lortel Awards 2012 : meilleure actrice pour By The Way, Meet Vera Stark
- Acapulco Black Film Festival 2014 : meilleure distribution pour Le Mariage de l'année, 10 ans après partagée avec Eddie Cibrian, Morris Chestnut, Terrence Howard, Taye Diggs, Harold Perrineau, Regina Hall, Melissa De Sousa, Nia Long et Monica Calhoun

- All Def Movie Awards 2016 : meilleure actrice pour The Perfect Guy
- NAACP Image Awards 2016 : meilleure actrice pour L'Homme parfait
- Black Reel Awards 2017 : meilleure actrice dans un téléfilm ou une mini série pour Shots Fired
- NAACP Image Awards 2023 : : meilleure actrice invitée dans une série télévisée dramatique pour Succession

### Nominations
- NAACP Image Awards 2000 : meilleure actrice dans un second rôle pour Le mariage de l'année
- Teen Choice Awards 2000 : meilleure alchimie pour Love & Basketball  partagé avec Omar Epps
- Black Reel Awards 2001 : meilleure actrice dans un téléfilm pour Disappearing Acts
- Film Independent Spirit Awards 2001 : meilleure actrice principale pour Love & Basketball
- BET Awards 2003 : meilleure actrice pour Brown Sugar
- Black Reel Awards 2003 : meilleure actrice pour Brown Sugar
- NAACP Image Awards 2003 : meilleure actrice pour Brown Sugar
- Teen Choice Awards 2003 :  Meilleure alchimie partagée avec Taye Diggs, meilleur baiser pour Brown Sugar partagée avec Taye Diggs
- BET Awards 2004 : meilleure actrice dans un second rôle pour Out of Time
- NAACP Image Awards 2004 : meilleure actrice dans un second rôle pour Out of Time
- Tony Awards 2004 : Meilleure actrice de second rôle dans une pièce pour A Raisin in the Sun
- Black Movie Awards 2006 : meilleure performance pour une actrice pour Something New
- 2007 : Black Reel Awards 2007 : meilleure actrice pour Something New
- NAACP Image Awards 2007 : 
  - Meilleure actrice pour Something New
  - Meilleure actrice de série télévisée dans un second rôle dans une série télévisée dramatique pour Nip/Tuck

- Black Reel Awards 2008 : meilleure actrice pour The Family That Preys
- NAACP Image Awards 2009 : meilleure actrice dans un téléfilm ou une mini série pour A Raisin in the Sun
- Phoenix Film Critics Society Awards 2011 : Meilleure distribution pour Contagion  partagée avec Gwyneth Paltrow, Kate Winslet, Jude Law, Laurence Fishburne, Marion Cotillard, Matt Damon, John Hawkes, Bryan Cranston et Jennifer Ehle
- Drama Desk Award 2012 : meilleure actrice dans une pièce pour By The Way, Meet Vera Stark
- Acapulco Black Film Festival 2014 : meilleure actrice dans un second rôle pour Le Mariage de l'année, 10 ans après
- NAACP Image Awards 2018 : Meilleure actrice dans un téléfilm ou une mini série pour Shots Fired
- American Film Awards 2019 : meilleure actrice pour Une femme de tête
- NAACP Image Awards 2019 : 
  - Meilleure actrice pour Une femme de tête
  - Meilleure actrice dans un second rôle dans une série télévisée dramatique pour The Affair
- NAACP Image Awards 2020 : Meilleure actrice invitée dans une série télévisée dramatique pour The Affair
- Pena de Prata 2021 : meilleure distribution dans une série télévisée dramatique pour Solos partagée avec Morgan Freeman, Anne Hathaway, Uzo Aduba, Anthony Mackie, Dan Stevens, Helen Mirren, Constance Wu, Nicole Beharie et Jack Quaid.
- Online Film & Television Association Awards 2022 : meilleure actrice invitée dans une série télévisée dramatique pour Succession
- Primetime Emmy Awards 2022 : Meilleure actrice invitée dans une série télévisée dramatique pour Succession
- NAACP Image Awards 2023 : meilleure actrice dans un second rôle dans une série télévisée dramatique pour The Best Man: The Final Chapters

## Voix françaises
En France, Annie Milon est la voix régulière de Sanaa Lathan. Géraldine Asselin l'a également doublée à quatre reprises.
En France
| - Annie Milon dans : - Blade - Love and Basketball - Contagion - Le Mariage de l'année, 10 ans après - Un homme parfait - Insaisissables 2 - Shots Fired (série télévisée) - American Assassin - Une femme de tête - Native Son - Hit & Run (série télévisée) - Succession (série télévisée) - Parée pour percer (en) - Géraldine Asselin dans : - Brown Sugar - Out of Time - The Affair (série télévisée) - The Twilight Zone : La Quatrième Dimension (série télévisée) | - Barbara Delsol dans : - Act of Love (téléfilm) - Approaching the Unknown (en) - Pascale Vital dans : - Nip/Tuck (série télévisée) - Un raisin au soleil (en) (téléfilm) Et aussi - Claudine Grémy dans Le Mariage de l'année - Jocelyne « Mbembo » Nzunga dans Alien vs. Predator - Maïk Darah dans Un goût de nouveauté - Marie Chevalot dans The Cleveland Show (voix) - Mélanie Dermont dans Boss (série télévisée) - Sabrina Marchese dans Larry et son nombril (série télévisée) |